# 不能抵抗的力量
不能抵抗的力量（拉丁語：vis major）或不可抗力是法律術語，指無法以審慎、努力及謹慎防止的情況，例如意外事故或天災。
不可抗力是嚴格法律責任的例外情況。